# Jennifer Beals
Jennifer Beals (* 19. prosince 1963, Chicago, Illinois, USA) je americká herečka a modelka. Známá je díky roli Alexandry "Alex" Owens ve filmu z roku 1983 Flashdance a Bette Porter, postavy z televizního seriálu Láska je Láska. Byla nominována na ceny NAACP Image Award a Zlatý glóbus. Za svoji kariéru si zahrála již ve více než 50 filmech.

## Životopis
Beals se narodila v Chicagu. Její matka Jeanne učila na základní škole a její otec Alfred Beals byl vlastníkem sítě obchodů s potravinami. Její otec byl Afroameričan a její matka je irského původu. Jennifer má dva bratry, Bobbyho a Gregoryho. Její otec zemřel, když bylo Jennifer 9 let. Matka se znovu provdala v roce 1981 za Edwarda Cohena. Ve svých 13 letech začala pracovat ve stánku se zmrzlinou, když díky své výšce přesvědčila zaměstnavatele, že je jí 16.
Promovala na soukromé Francis W. Parker School. V roce 1987 získala titul B.A. na Yaleově univerzitě.

## Kariéra

### Film

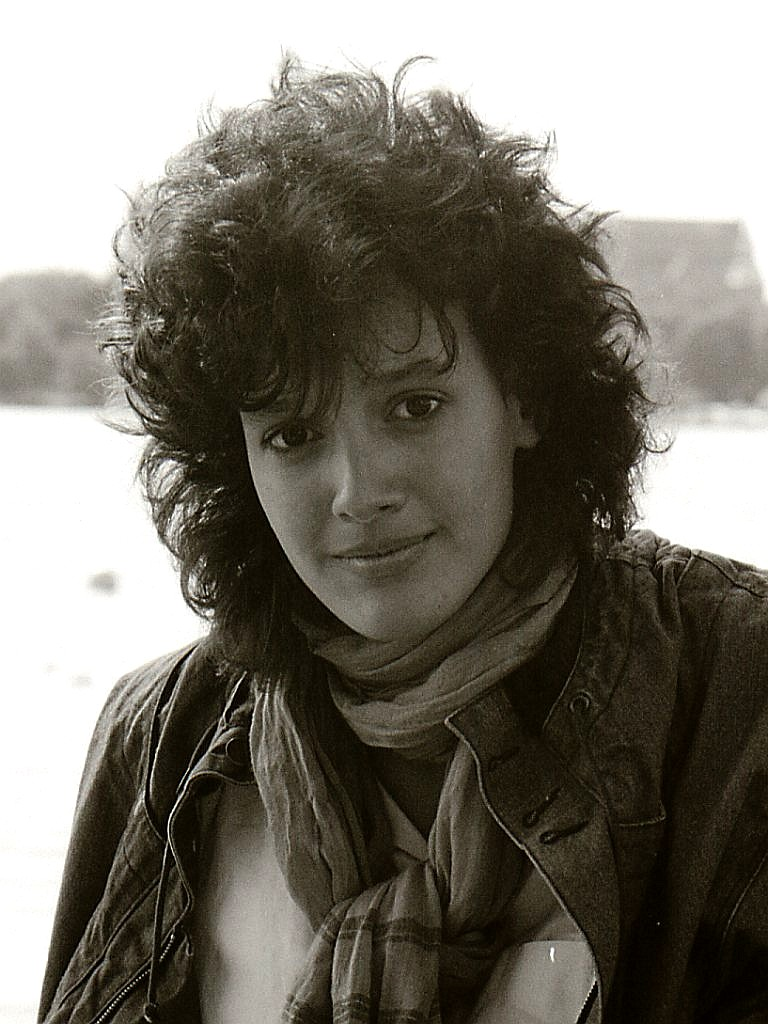
Beals ve Švédsku, červenec 1983

V roce 1980 se zúčastnila jako komparsistka natáčení komediálního dramatu My Bodyguard. Po této, zřejmě zlomové zkušenosti, začala navštěvovat kurzy herectví, režie, scenáristiky a scénografie v chicagském Goodman Theatre. Důležitým mezníkem v její kariéře bylo vítězství v konkurzu na hlavní roli ve filmu Flashdance, kterého se mj. zúčastnilo na 4000 kandidátek, a jež jí vyneslo mezinárodní popularitu a nominaci na Zlatý glóbus 1983.
Po natočení filmu Flashdance se rozhodla dokončit svá studia na Yaleově univerzitě, během letních prázdnin přijala roli ve filmu Nevěsta, kde hrála po boku zpěváka Stinga. Byla jí také nabídnuta role ve filmu St. Elmo's Fire, ale právě kvůli studiu ji odmítla.
V roce 1989 hrála spolu s Nicolasem Cagem ve filmu Polibek upíra.
V roce 1995 si zahrála po boku Denzela Washingtona v detektivním filmu podle novely Waltera Mosleyho Ďábel v modrém. Ve stejném roce natočila film Čtyři pokoje, jehož režisérem byl její manžel Alexandre Rockwell.
Beals ztvárnila hlavní roli ve filmu z roku 2006 Smrtící nenávist 2. V roce 2010 hrála opět po boku Denzela Washingtona v dramatu Kniha přežití, kde ztvárnila roli nevidomé matky, jejíž dceru hrála Mila Kunis. V roce 2017 si zahrála ve filmu Before I Fall. V roce 2018 získala roli Karen ve filmové adaptaci After: Polibek.

### Televize

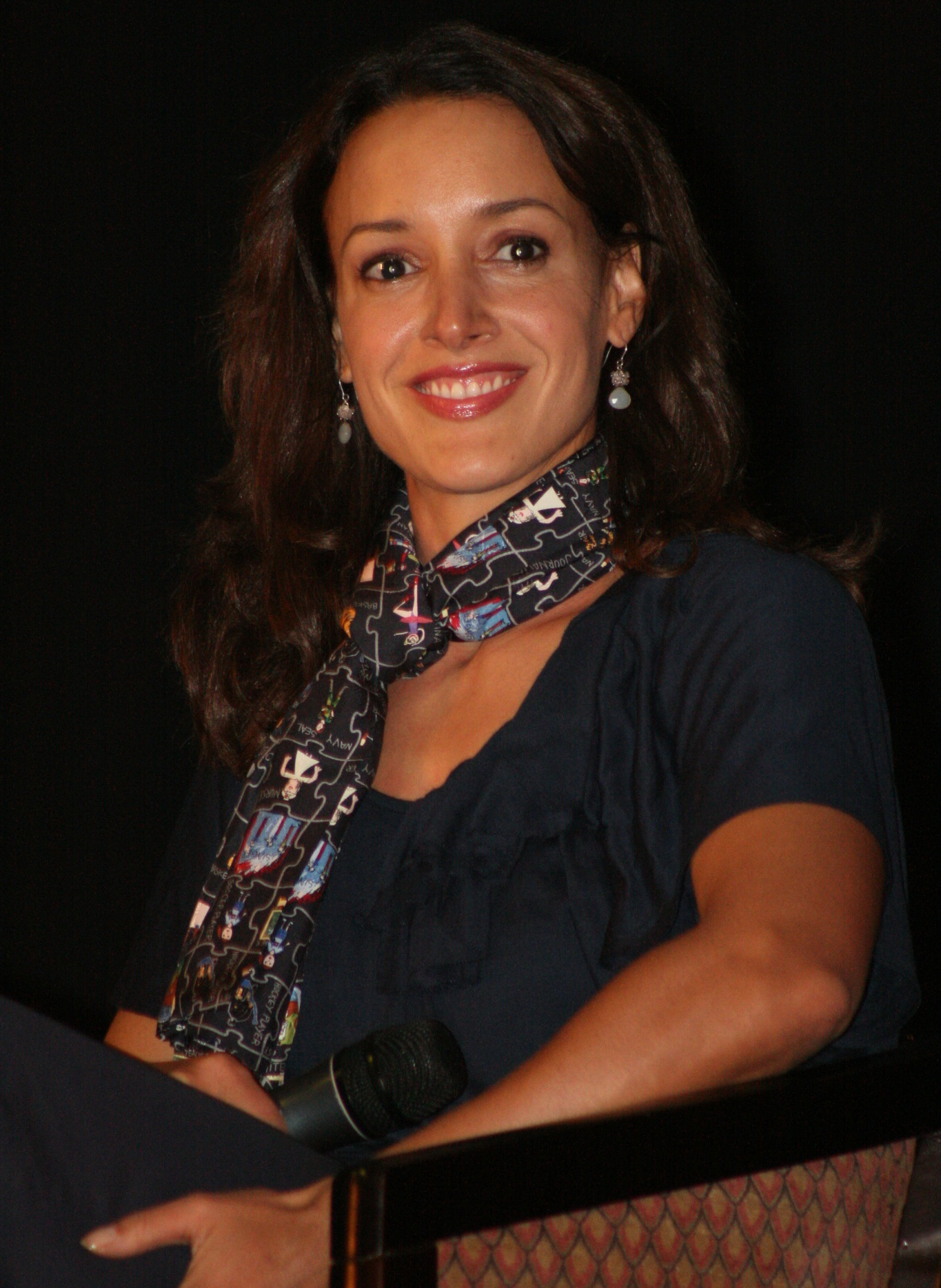
Setkání s fanoušky seriálu Láska je Láska v Blackpoolu, 2008

Její první role byla v seriálu 2000 Malibu Road z roku 1992, kde ztvárnila advokátku Perry Quinn.
Beals získala malou roli v posledním dílu seriálu Frasier. V roce 2007 účinkovala v seriálu My Name Is Sarah.
Známá se stala díky roli Bette Porter, ambiciózní lesbické ředitelky Kalifornského art centra, v seriálu stanice Showtime Láska je Láska. Šestá a poslední sezóna seriálu byla v USA uvedena 22. února 2009.
Účinkovala v seriálu Chicago: Zákon ulice, jejíž postava Teresa Colvin byla první chicagskou superintendantkou. Po první sérii byl seriál stáhnut z vysílání.
Od února 2017 hrála roli Christiny Hartové v dramatickém seriálu Posedlý pomstou.

## Osobní život
Beals byla vdaná za režiséra Alexandre Rockwella v letech 1986 až 1996. V roce 1998 si vzala kanadského podnikatele Kena Dixona. 18. října 2005 se jim narodila dcera. Beals je také nevlastní matkou dvou dětí z Dixonova předchozího manželství.
Beals sama sebe popsala jako nábožensky založenou osobnost. Zajímá se o Bibli, katolictví a praktikuje buddhismus.
Je tvrdou zastánkyní práv homosexuálů. V roce 2006 se účastnila San Francisco Pride Parade.
Věnuje se fotografii. Svá díla vystavuje pod jménem Dixon. Během svého působení v seriálu Láska je Láska nafotila několik fotografií. V roce 1989 fotila průběh voleb na Haiti.
Bealsová se dále věnuje triatlonu.

## Filmografie

### Film
| Rok  | Název                           | Role                            | Poznámky |
| ---- | ------------------------------- | ------------------------------- | -------- |
| 1980 | Moje tělesná stráž              | Cliffordova kamarádka           |          |
| 1983 | Flashdance                      | Alex Owens                      |          |
| 1985 | Nevěsta                         | Eva                             |          |
| 1988 | La Partita                      | Lady Olivia Candioni            |          |
| 1988 | Rozhodující úder                | Barbara Uribe                   |          |
| 1989 | Polibek upíra                   | Rachel                          |          |
| 1989 | Sons                            | Transgender                     |          |
| 1990 | Docteur M.                      | Sonja Vogler                    |          |
| 1991 | Krvavá tvář velkoměsta          | Mona                            |          |
| 1992 | Průšvih                         | Angelica Pena                   |          |
| 1992 | Day of Atonement                | Joyce                           |          |
| 1993 | Drahý deníčku                   | samu sebe                       |          |
| 1993 | The Thief and the Cobbler       | princezna YumYum (hlas)         |          |
| 1994 | Smrt v dohledu                  | Rebecca Darcy                   |          |
| 1994 | Mrs. Parker a začarovaný kruh   | Gertrude Benchley               |          |
| 1994 | Pátrání po Jednookém Jimovi     | Ellen                           |          |
| 1995 | Čtyři pokoje                    | Angela                          |          |
| 1995 | Kéž bych to byl já              | Emily Taylor                    |          |
| 1995 | Ďábel v modrém                  | Daphne Monet                    |          |
| 1997 | Zbožné přání                    | Elizabeth                       |          |
| 1998 | Tělo a duše                     | Gina                            |          |
| 1998 | Proroctví                       | Valerie Rosales                 |          |
| 1998 | Poslední dny disca              | Nina                            |          |
| 1999 | Something More                  | Lisa                            |          |
| 1999 | Turbulence 2: Strach z létání   | Jessica                         |          |
| 2000 | Domobrana                       | Julie Sanders                   |          |
| 2001 | Překročená mez                  | strážník Jenny Capitanas        |          |
| 2001 | Nepovedený večírek              | Gina Taylor                     |          |
| 2002 | 13 Moons                        | Suzi                            |          |
| 2002 | Roger Dodger                    | Sophie                          |          |
| 2003 | Porota                          | Vanessa Lembeck                 |          |
| 2004 | Chyťte tu holku                 | Molly                           |          |
| 2005 | Zlom vaz                        | Juliet                          |          |
| 2005 | Tajemná posedlost               | Elizabeth Storey                |          |
| 2006 | Smrtící nenávist 2              | Trish                           |          |
| 2006 | Kalné vody                      | speciální agentka Jennifer Beck |          |
| 2009 | Šachová královna                | L'Américaine                    |          |
| 2010 | Kniha přežití                   | Claudia                         |          |
| 2010 | A Night for Dying Tigers        | Melanie                         |          |
| 2013 | Cinemanovels                    | Clementine                      |          |
| 2015 | Síla vítězit                    | trenérka Val                    |          |
| 2015 | The Laws of the Universe Part 0 | Inkar                           |          |
| 2016 | Manhattan Night                 | Lisa Wren                       |          |
| 2017 | Before I Fall                   | paní Kingstonová                |          |
| 2018 | The White Orchid                | Vivian                          |          |
| 2019 | After: Polibek                  | Karen Scott                     |          |

### Televize
| Rok        | Název                                       | Role                    | Poznámky                       |
| ---------- | ------------------------------------------- | ----------------------- | ------------------------------ |
| 1985       | Faerie Tale Theatre                         | Popelka                 | díl: „Popelka“                 |
| 1990       | Tinikling ou 'La madonne et le dragon       | Patty Meredith          | TV film                        |
| 1992       | 2000 Malibu Road                            | Perry Quinn             | hlavní role, 6 dílů            |
| 1992       | Neslušnost                                  | Ellie Shaw              | TV film                        |
| 1992       | Terror Stalks the Class Reunion             | Virginia                | TV film                        |
| 1993       | Night Owl                                   | Julia                   | TV film                        |
| 1997       | Krajní meze                                 | Robin Dysart            | díl: „Bodies of Evidence“      |
| 1997       | Soumrak rodiny Goldových                    | Suzanne Stein           | TV film                        |
| 1998       | Nothing Sacred                              | Justine Madsen Judd     | 7 dílů                         |
| 1998       | Tah                                         | Xinia Kelly             | TV film                        |
| 1999       | The Hunger                                  | Jane                    | díl: „And She Laughed“         |
| 2000       | Bez zlého úmyslu                            | Samantha Wilkes         | TV film                        |
| 2000       | A House Divided                             | Amanda Dickson          | TV film                        |
| 2001       | The Big House                               | Lorraine Brewster       | TV film                        |
| 2001       | Po bouři                                    | Mrs. Gavotte            | TV film                        |
| 2001       | Ztracené ideály                             | Dolly Rose              | TV film                        |
| 2002       | Primadona v ohrožení                        | Sloan McBride           | TV film                        |
| 2004–09    | Láska je Láska                              | Bette Porter            | hlavní role, 70 dílů           |
| 2004       | Frasier                                     | Dr. Anne Ranberg        | 2 díly                         |
| 2007       | Zákon a pořádek                             | Sofia Archer            | díl: „Charity Case“            |
| 2007       | Jmenuji se Sára                             | Sarah Winston           | TV film                        |
| 2009–11    | Anatomie lži                                | Zoe Landau              | vedlejší role, 6 dílů          |
| 2010       | The Night Before the Night Before Christmas | Angela Fox              | TV film                        |
| 2011       | Chicago: Zákon ulice                        | Teresa Colvin           | hlavní role, 13 dílů           |
| 2012       | Castle na zabití                            | CIA Agent Sophia Turner | 2 díly                         |
| 2012–13    | Lauren                                      | Major Jo Stone          | hlavní role, 10 dílů           |
| 2012–13    | Doktorka podsvětí                           | Celeste LaPree          | vedlejší role, 4 díly          |
| 2013       | Westside                                    | Lisa Carver             | neprodaný televizní pilot      |
| 2014       | Motiv                                       | Sophia Balfur           | díl: „Udělali ze mne zločince“ |
| 2014       | Manželská lest                              | Liz                     | TV film                        |
| 2015       | Proof                                       | Dr. Carolyn Tyler       | hlavní role, 10 dílů           |
| 2016–2017  | Noční směna                                 | Dr. Syd Jennings        | vedlejší role, 7 dílů          |
| 2017–2018  | Posedlý pomstou                             | Christina Hart          | hlavní role, 26 dílů           |
| 2017       | The Last Tycoon                             | Margo Taft              | vedlejší role (1. řada)        |
| 2019       | Bažináč                                     | Lucilia Cable           | hlavní role, 9 dílů            |
| 2019–dosud | The L Word: Generation Q                    | Better Porter           | hlavní role                    |